# Rue Jean-Claude-Arnould
La rue Jean-Claude-Arnould est une voie du 14e arrondissement de Paris, en France.

## Situation et accès
La rue Jean-Claude-Arnould est une voie privée située dans le 14e arrondissement de Paris. Elle débute au 77, boulevard Saint-Jacques et se termine au 10, rue Jean-Minjoz.

## Origine du nom
La rue a été nommée en l'honneur de Jean-Claude-Républicain Arnoux (1792-1866), polytechnicien inventeur d'un système ferroviaire à l'origine de la ligne de Sceaux.

## Historique
La voie est créée sous le nom provisoire de « voie BN/14 » et prend sa dénomination actuelle par arrêté municipal du 14 février 2001. 